# 伯和ビクトリーズ
伯和ビクトリーズ（はくわビクトリーズ）は、広島県東広島市に本拠地を置き、日本野球連盟に加盟する社会人野球の企業チームである。
母体は、広島県を中心に展開するパチンコ企業の伯和である。チーム名の「victory」の複数形は本来であれば「victories」だが、チームのロゴなどでは「victorys」となっている。

## 概要
1993年、東洋観光グループの西日本リネンサプライが、一事業である衛生業ブランド名（トーカイとのフランチャイズ契約により運営）をとって『リースキン広島硬式野球部』を創部。
2004年にチーム名を『リースキン硬式野球部』に改称し、同年の都市対抗野球で創部12年目での初出場を果たした。しかし、同年の日本選手権の予選敗退後、翌2005年はクラブチームとして活動し、シーズンいっぱいをもって廃部する旨が発表された。
その後、広島県を中心に展開するパチンコ企業の伯和がチームごと譲り受ける事となり、2005年から会社登録のまま『伯和ビクトリーズ』としてチーム名称を変更する形でチームを引き継いだ。同年は、日本選手権で中国地区代表として初出場を果たし、「伯和」として1年目で全国大会デビューすることとなった。
また、2006年には「伯和」となってから初の都市対抗野球出場を果たし、2012年の都市対抗野球ではベスト8入りを果たした。
創業者である安本養伯がイ・ビョンホンをかねてから支援しており有名であり、イ・ビョンホンは同チームの応援副団長を務めている。また、イの話題で時折、女性週刊誌などに名前が出ることがある。

## 沿革
- 1993年 - 『リースキン広島』として創部。
- 2004年 - 『リースキン』に改称。都市対抗野球に初出場（初戦敗退）。
- 2005年 - 母体の変更に伴いチーム名を『伯和ビクトリーズ』に改称。日本選手権に初出場（初戦敗退）。

## 主要大会の出場歴・最高成績
- 都市対抗野球大会 - 出場10回、8強1回（2012年）
- 社会人野球日本選手権大会 - 出場8回、4強1回（2015年）
- JABA徳山(スポニチ)大会 - 優勝1回（2004年）
- JABA広島大会 - 優勝3回（2006、2007、2011年）

## 主な出身プロ野球選手
- 山口弘佑（投手） - 2001年ドラフト2位で日本ハムファイターズに入団
- 七條祐樹（投手） - 2010年ドラフト2位で東京ヤクルトスワローズに入団
- 星野雄大（捕手） - 退団後、四国アイランドリーグplusの香川オリーブガイナーズを経て、2012年ドラフト5位で東京ヤクルトスワローズに入団
- 中元勇作（投手） - 2014年ドラフト5位で東京ヤクルトスワローズに入団
- 上甲凌大（捕手） - 退団後、四国アイランドリーグplusの愛媛マンダリンパイレーツを経て、2022年育成ドラフト1位で横浜DeNAベイスターズに入団

## 元プロ野球選手の競技者登録
- 宇野雅美（元：広島東洋カープ、読売ジャイアンツ） - 投手（2000年～2004年）→2005年にヤクルトスワローズに入団しプロに復帰
- 多田大輔（元：広島東洋カープ、バンディッツベースボールクラブ） - 捕手（2019年）→2019年オフに現役引退 ＊同部在籍時には、「住吉大輔」で登録。